# 聖母安息主教座堂 (哈爾科夫)
聖母安息主教座堂（烏克蘭語：Свято-Успенський собор）是位於烏克蘭哈爾科夫的烏克蘭正教會主教座堂。

## 歷史
教堂的歷史可以追溯到1658年。然而，目前的大教堂建於1771至1777年，採用俄羅斯巴洛克風格興建。為了紀念戰勝拿破崙，1821至1844年間建造了一座90米高的鐘樓。其後很長一段時間，該教堂是烏克蘭第二高的建築，僅次於大勞拉鐘樓。
蘇聯當局於1929年關閉了大教堂並拆除了其圓頂，1975年的龍捲風進一步損壞了鐘樓。教堂於1970年代後期修復，並於2006年恢復主教座堂地位。
2022年俄羅斯入侵烏克蘭期間，聖母安息主教座堂因遭俄軍的炮擊而受損。

## 外部連結
- 维基共享资源上的相關多媒體資源：聖母安息主教座堂